# Het Rhedens
Het Rhedens is een school voor voortgezet onderwijs in Dieren en Rozendaal (Gelderland) met drie locaties: Het Rhedens Dieren, Het Rhedens Rozendaal en Het Rhedens De Tender. Op Het Rhedens Dieren kan de leerling mavo, vmbo basisberoepsgerichte en kaderberoepsgerichte leerweg, havo en vwo volgen. Het Rhedens Rozendaal biedt het volledige havo, atheneum en gymnasium. Het Rhedens De Tender is een school voor praktijkonderwijs. 
De organisatorische eenheid van Het Rhedens wordt gevormd door de locatie. De onderwijskundige eenheid is de afdeling. Deze afdelingen zijn overzichtelijk met 150 tot 300 leerlingen. Binnen elke afdeling speelt een kernteam van docenten een centrale rol. De afdeling en het kernteam worden aangestuurd door de afdelingsleider. Alle locaties van Het Rhedens zijn kleinschalig georganiseerd in overzichtelijke afdelingen, waardoor het persoonlijke karakter van de school behouden blijft. 
De drie locaties worden ondersteund door Het Bestuursbureau. Het Bestuursbureau wordt aangestuurd door de algemeen directeur en staat onder leiding van de directeur bedrijfsvoering. Op Het Bestuursbureau zijn de directiesecretaresse, de opleidingscoördinator, personeelsfunctionarissen, financieel medewerkers, de medewerker leerlingenadministratie, ICT medewerkers en de communicatiemedewerker werkzaam.

## Geschiedenis
Het onderwijs van Het Rhedens wordt verzorgd in drie moderne schoolgebouwen. De afgelopen jaren is er het nodige gebeurd op het gebied van renovatie en nieuwbouw. Het gebouw van Het Rhedens de Tender is in februari 2011 in gebruik genomen. Het Rhedens Rozendaal is in 2011 en 2012 grondig gerenoveerd en gedeeltelijk vervangen door nieuwbouw. In het gebouw van Het Rhedens Dieren heeft in de zomer van 2008 een belangrijke verbouwing plaatsgevonden. De drie moderne accommodaties maken eigentijds onderwijs mogelijk en zijn tevens toegankelijk voor rolstoelgebruikers.

## Bekende oud-leerlingen
- Marijke van Egten
- Victor Everhardt
- Elsbeth Etty